# Gwen Farrell
Gwen Farrell is een Amerikaans actrice, vooral bekend geworden door de verschillende verpleegsters die ze speelde in de televisieserie M*A*S*H. Ze speelde respectievelijk Nurse Butler, Wilson, Able en Gwen. Ook was ze in één aflevering te zien als anesthesiste. 
Sinds 1980 is ze scheidsrechter bij bokswedstrijden in de staat Californië. Ze was scheidsrechter bij meer dan 700 gevechten en de eerste vrouwelijke scheidsrechter die werkte tijdens een gevecht om de wereldtitel.

## Filmografie
- M*A*S*H, televisieserie - Nurse Gwen (Afl., The Life You Save, 1981|Goodbye, Farewell, and Amen, 1983)
- M*A*S*H, televisieserie - Nurse Able (Afl., Dear Ma, 1975|Period of Adjustment, 1979|Operation Friendship, 1981)
- M*A*S*H, televisieserie - Anesthesiste (Afl., 38 Across, 1977)
- M*A*S*H, televisieserie - Nurse (Afl., Deal Me Out, 1973|Henry in Love, 1974)
- M*A*S*H, televisieserie - Nurse Wilson (Afl., Carry On, Hawkeye, 1973)
- M*A*S*H, televisieserie - Nurse Butler (Afl., For the Good of the Outfit, 1973)
- Billy Jack Goes to Washington (1977) - Rol onbekend